# Aleksandr Bocharov
Aleksandr Bocharov (Irkutsk, 26 de febrero de 1975) es un ciclista ruso que fue profesional entre 1999 y 2010.

## Trayectoria
Aleksandr Bocharov debutó en 1999 como profesional con el Chaussures-Nippon Hodo Besson. Después de un año se cambió al equipo francés Ag2r Prévoyance. Allí corrió por primera vez el Tour de Francia y terminó en un meritorio 17º lugar. No pudo repetir este resultado en sus otras participaciones. A partir de 2004 compitió en el equipo francés Crédit Agricole.
Es un corredor que destaca como escalador, defendiéndose bien incluso en puertos medios o largos. Esta condición le ha valido para ocupar posiciones destacadas en carreras importantes, pero no ha sido suficiente como para luchar por los grandes podiums.
Como profesional cuenta solamente con tres victorias: una etapa en el Tour del Porvenir y la general y una etapa del Tour del Mediterráneo de 2008.
A partir de 2009 se vinculó al equipo ciclista Team Katyusha, de licencia rusa y perteneciente al circuito UCI ProTour.

## Palmarés
1999
- 1 etapa del Tour del Porvenir

2008
- Tour del Mediterráneo, más 1 etapa

2010
- 1 etapa del Tour de Limousin

## Resultados en Grandes Vueltas y Campeonatos del Mundo
| Carrera         | 1999 | 2000 | 2001 | 2002 | 2003 | 2004 | 2005 | 2006 | 2007 | 2008 | 2009 | 2010 |
| --------------- | ---- | ---- | ---- | ---- | ---- | ---- | ---- | ---- | ---- | ---- | ---- | ---- |
| Giro de Italia  | -    | -    | -    | -    | -    | -    | -    | 27.º | -    | -    | -    | -    |
| Tour de Francia | -    | -    | 17.º | 30.º | 24.º | 36.º | -    | 48.º | 33.º | 17.º | 16.º | -    |
| Vuelta a España | -    | -    | -    | 61.º | -    | -    | 21.º | -    | 27.º | -    | -    | -    |
| Mundial en Ruta | -    | -    | 19.º | -    | 36.º | 39.º | -    | 8.º  | -    | -    | 31.º | -    |

-: no participa
Ab.: abandono

## Equipos
- Chaussures-Nippon Hodo Besson (1999)
- Ag2r Prévoyance (2000-2003)
- Crédit Agricole (2004-2008)
- Team Katusha (2009-2010)